# Museo de la Evolución Humana
Das Museo de la evolución humana (MEH, dt.: Museum der menschlichen Evolution) befindet sich in der spanischen Stadt Burgos und wurde von dem Architekten Juan Navarro Baldeweg entworfen. Es befasst sich mit der menschlichen Evolution vor dem Hintergrund der nahegelegenen Ausgrabungsstätte in der Sierra de Atapuerca, die zum UNESCO-Welterbe erklärt wurde. Das Gelände, auf dem es errichtet wurde, war einst der Standort des inzwischen aufgelösten Klosters San Pablo de Burgos, das dem Dominikanerorden angehörte.
Es gehört zusammen mit dem Stahl- und Bergbaumuseum von Sabero (León), dem Museum für zeitgenössische Kunst von León und dem Ethnografischen Museum von Zamora zum Netz der regionalen Museen von Kastilien und León.
Im ersten Jahr nach seiner Eröffnung am 13. Juli 2010 verzeichnete das Museum insgesamt 279.000 Besucher. Damit war es zu diesem Zeitpunkt das meistbesuchte Museum in Kastilien und León und nähert sich dem 10. meistbesuchten Museum in Spanien.
Im Jahr 2022 gelang es dem Museum, die Zahlen vor der Pandemie wiederherzustellen und 142.766 Besucher zu gewinnen (nur die Dauerausstellung des MEH, ohne die Besuche der Wechselausstellungen und der archäologischen Stätte von Atapuerca zu zählen). Damit näherte es sich den 151.877 Besuchen im Jahr 2019 und platzierte sich erneut unter den meistbesuchte Museen in Spanien.
Es ist das Herzstück des „Komplexes der menschlichen Evolution“. Für seine Architektur hat das Museum mehr als 40 nationale und internationale Auszeichnungen erhalten.

## Ziel
Das Projekt entstand aus der Notwendigkeit, die archäologischen Überreste der Ausgrabungsstätten in der Sierra de Atapuerca zu bewahren, zu inventarisieren und der Öffentlichkeit zur Verfügung zu stellen. Die Stätte selbst wurde im Jahr 2000 von der UNESCO zum Weltkulturerbe erklärt. Anhand der Ausstellungsstücke wird der  Evolutionsprozess des Menschen in seinen ökologischen, biologischen und kulturellen Aspekten in chronologischer Abfolge dargestellt.
Das Museum wurde in die Erklärung der Stätten von Atapuerca zum Weltkulturerbe im Jahr 2015 hinzugefügt, als diese von der UNESCO als „Stätte von außergewöhnlichem universellem Wert“ eingestuft wurden und die mit den Stätten verbundenen Forschungs- und Verbreitungsinfrastrukturen einbezogen wurden.

## Architektur
Es handelt sich um ein großes, rechteckiges Gebäude, das größtenteils mit Glas verkleidet ist. An der Ost- und Westfassade befindet sich eine rötlich gefärbte Metallstruktur, die eines der Symbole des Museums und des Komplexes der menschlichen Evolution ist, von dem es einen zentralen Teil bildet.
Der Zugang zum Museum erfolgt auf einer erhöhten Ebene über eine Rampe, die vom Paseo de Atapuerca, einer großen Fußgängerzone mit Gärten und Bäumen, direkt zum Ufer des Flusses Arlanzón hinunterführt.
Das Museum verfügt über 25 großformatige Projektionen, eine 360º-Rundumprojektion, interaktive Bildschirme und mehr als 50 Videoquellen. Alle Systeme sind gesteuert und automatisiert und mit Spezialeffekten synchronisiert.

## Ausstellungsräume
Das Projekt zur Gestaltung der Innenräume stellt die Landschaft des Gebirgszugs von Atapuerca nach. Die Etage −1 ist als das Herzstück des Museums konzipiert. Ein einziger Ausstellungsraum, in dem sich der archäologisch-paläontologische Komplex der Fundstätten der Sierra de Atapuerca befindet. Der Besucher kann eine Reproduktion der Sima de los Huesos als dreidimensionales und didaktisches Modell finden. Der Homo antecessor und die Fundstätten Gran Dolina und Sima del Elefante befinden sich in der ersten Kammer. Hier sind die wichtigsten Fundstücke von Atapuerca ausgestellt, wie der Schädel „Miguelón“, das Schädelfragment „Agamenón“, das Becken „Elvis“ und der Faustkeil „Excalibur“.
Das Stockwerk 0 ist der Evolutionstheorie von Charles Darwin und der Geschichte der menschlichen Evolution gewidmet. Auf dieser Etage befinden sich zehn hyperrealistische Reproduktionen menschlicher Vorfahren von der französischen Bildhauerin Elisabeth Daynès, die folgenden Wesen entsprechen:
- Australopithecus afarensis
- Australopithecus africanus
- Paranthropus boisei
- Homo habilis
- Homo georgicus
- Homo ergaster
- Homo antecessor
- Homo heidelbergensis
- Homo neanderthalensis
- Homo rhodesiensis

Auf dieser Etage befindet sich auch eine Nachbildung des Hecks der Beagle, des Schiffes, mit dem Darwin seine berühmte, fast fünfjährige Weltreise unternahm, auf der er vor allem die Galapagosinseln besuchte. Auf dieser Etage kann der Besucher die einzigartigen Merkmale des Menschen entdecken, unter denen das Gehirn hervorsticht.
Etage 1 zeigt die Ähnlichkeit des heutigen Menschen aus funktioneller Sicht zu den Jägern und Sammler der Sierra de Atapuerca vor 9000 Jahren. Der Zugang zur Kulturebene erfolgt über die mechanischen Rampen. Auf dieser Etage werden die verschiedenen Meilensteine in der Evolution der Kultur dargestellt.
Etage 2 stellt die drei grundlegenden Ökosysteme der menschlichen Evolution nach: den Dschungel, die Savanne und die Tundra-Steppe der letzten Eiszeit.

## System Atapuerca
Das Museum ist Teil des so genannten Atapuerca-Systems, das mehrere Besuche außerhalb des Komplexes der menschlichen Evolution umfasst.
- Archäologische Stätten von Atapuerca: Es gibt einen Shuttlebus, der die Besucher zu den Ausgrabungsstätten von Atapuerca bringt.
- Interpretationszentrum Atapuerca: In der Nähe der Ausgrabungsstätten von Atapuerca befindet sich ein großes Empfangszentrum für Besucher, das den Besuch mit zusätzlichen Inhalten bereichert.
- Bergwerk La Esperanza: Im Jahr 2013 wurden Besuche in einigen alten Eisenminen in der Umgebung von Atapuerca in das System aufgenommen. Die Strecke der Stollen beträgt etwa 200 Meter.